# Wikariat apostolski Bejrutu
Wikariat apostolski Bejrutu (łac. Apostolicus Vicariatus Berytensis) – rzymskokatolicki wikariat apostolski ze stolicą w Bejrucie, w Libanie.
Wikariat apostolski Bejrutu jest jedyną jednostką Kościoła rzymskokatolickiego w Libanie. W tym państwie rozbudowaną strukturę i dużą liczbę wiernych mają wschodnie Kościoły katolickie (czyli pozostające w jedności ze Stolicą Apostolską). Wikariat apostolski Bejrutu nie wchodzi w skład żadnej metropolii, lecz podlega bezpośrednio Stolicy Apostolskiej.
Obecnie wikariuszem apostolskim Bejrutu jest biskup Cesar Essayan OFMConv, biskup tytularny Mareotes (łac. Mareotensis). Posługę wikariusza sprawuje od 2 sierpnia 2016.
Na terenie wikariatu apostolskiego pracuje 210 zakonników i 922 sióstr zakonnych.

## Historia
Diecezja bejrucka powstała w 1111, za pontyfikatu papieża Paschalisa II, jako jedna z kilku diecezji łacińskich erygowanych na terenie współczesnego Libanu w czasie wypraw krzyżowych. 21 lipca 1291, po upadku chrześcijańskiej władzy w Bejrucie, diecezja została skasowana.
W późniejszych wiekach Bejrut był stolicą tytularną - od XVI do XVIII w. w randzie biskupstwa, a od 1772 do 1931 arcybiskupstwa.
W dniu 4 czerwca 1953 decyzją papieża Piusa XII erygowany został wikariat apostolski Bejrutu. Wcześniej wierni obrządku łacińskiego z Libanu należeli do wikariatu apostolskiego Aleppo. Dotychczas wikariuszami apostolskimi w Bejrucie był Amerykanin i trzech Libańczyków.

## Ordynariusze

### Biskupi bejruccy
lista nie jest pełna
- Giovanni (1146? - ?)
- Guglielmo (1147? - ?)
- Mainardo (? - 25 kwietnia 1174)
- Rainaldo (1175 - 13 września 1180)
- Odo (1181 - 1190)
- Roberto (1210 - ?)
- Gualerano (1221? - ?)
- Bernardo (1267? - ?)
- Bartolomeo (1272? - 1283)

### Wikariusze apostolscy Bejrutu
- Eustace John Smith[1] OFM (8 grudnia 1955 - 1973)
- Paul Bassim OCD (8 września 1974 - 30 lipca 1999)
- abp[2] Paul Dahdah OCD (30 lipca 1999 - 2 sierpnia 2016)
- Cesar Essayan OFMConv (od 2 sierpnia 2016)